# Ulaş
Ulaş là một huyện thuộc tỉnh Sivas, Thổ Nhĩ Kỳ. Huyện có diện tích 754 km² và dân số thời điểm năm 2007 là 11237 người, mật độ 15 người/km².